# Бранко Милићевић
Бранислав Милићевић (Земун, 3. април 1946), познатији као Бранко Коцкица, српски је глумац, кантаутор и драмски писац, прослављен у емисијама и представама за децу. Такође је и политичар, градски одборник у Скупштини града Београда.

## Биографија
Рођен 3. априла 1946. у Земуну. Бранко је са супругом, Слободанком Цацом Алексић (1941-2019), позоришним редитељем, живео у Београду, на Врачару. Поред глуме, студирао је и енглески језик, али студије није завршио. Крстио се 31.08.2024 године у православну веру и изјавио је:
„Верујем да сви имамо задатак који се огледа у нашим способностима. С те стране мислим да сам урадио више од својих могућности и Богу ништа нисам дужан. Мир који сам постигао захваљујући томе, дозвољава ми да будем неизмерно задовољан животом и неописиво срећан. Ако ништа друго, нисам болестан, што је у овим годинама најбитније.“
Његов отац Михаило је био глумац у зрењанинском позоришту, а потом првак у Српском народном позоришту у Новом Саду.
Написао је текст за представу Меца и деца.

## Признања
- Повеља Змајевих дечјих игара 2012.[4] Повељу је добио за изузетан допринос стваралаштву за децу и „безграничну оданост свету детињства и најплеменитијим људским тежњама“.[4]

## Улоге

### Коцка, коцка, коцкица
Један од најпознатијих радова Милићевића је „Коцка, коцка, коцкица“, програм за децу који се снимао и емитовао на Телевизији Београд од 1974. до 1993. године, па затим поново од 2005. године. У емисији учествује Милићевић, који са групом деце предшколског узраста истражује човеково окружење и свакодневницу, али и како се лепо понашати и бити добар пријатељ. Укупно је снимљено више од 250 епизода.
Емисија је карактеристична по свом жаргону и узречицама. На пример, Милићевић се увек обраћа деци са „другари“, а колективни узвик им је „тата-та-тира“. Песма са најавне шпице „У свету постоји једно царство“ је веома позната чак и данашњим генерацијама.

### Позориштанце „Пуж“
Позориштанце „Пуж“ је позориште за децу. Основано је 1977. године као „Путно позориштанце „Пуж“ (види омот ЛП плоче Бранко Коцкица из 1983; ПГП РТБ), а њихова прва представа, „Бранков урнебес“, је имала своје прво гостовање у Зеници. Позориште се од 1988. године налази у Београду, у улици Божидара Аџије бр 21. (данас улица Радослава Грујића). Прва представа одиграна на том месту је била „Откачена балерина“.

## Филмографија
Глумио је у преко двадесет филмова, од којих је најпознатији филм „Ужичка република“ снимљен 1976. године у коме тумачи улогу партизанског борца Мише.
| Год.     | Назив                                              | Улога                    |
| -------- | -------------------------------------------------- | ------------------------ |
| 1960.-те |                                                    |                          |
| 1968.    | Узрок смрти не помињати                            | Петар                    |
| 1968.    | Сарајевски атентат                                 | Рањени комуниста         |
| 1969.    | Коса                                               | Клод Буковски, Вулф      |
| 1969.    | Величанствени рогоња                               | Младић                   |
| 1969.    | Заседа                                             | Вођа скојеваца           |
| 1969.    | У сенци клисуре                                    |                          |
| 1970.-те |                                                    |                          |
| 1970.    | Наши манири                                        |                          |
| 1971.    | Опклада                                            | Момак који свира тамбуру |
| 1971.    | Недостаје ми Соња Хени                             |                          |
| 1971.    | Баријоново венчање                                 |                          |
| 1972.    | Слава и сан                                        |                          |
| 1973.    | Филип на коњу                                      | Стефан                   |
| 1973.    | Шта се може кад се двоје сложе                     | Бранко                   |
| 1974.    | Ужичка република                                   | Миша                     |
| 1974.    | Димитрије Туцовић (ТВ серија)                      | Видак                    |
| 1975.    | Живот је леп                                       | глумац који игра Хамлета |
| 1975.    | Синови                                             |                          |
| 1975.    | Велебитске саонице или три швалера и једна девојка |                          |
| 1976.    | Ужичка република                                   | Миша                     |
| 1976.    | Човек који је бомбардовао Београд                  | надзорник затвора        |
| 1976.    | Кухиња                                             |                          |
| 1977.    | Како упокојити вампира                             | Џони                     |
| 1978.    | Седам плус седам                                   | Коцкица                  |
| 1980.-те |                                                    |                          |
| 1989.    | Масмедиологија на Балкану                          | друг Спасојевић          |
| 1990.-те |                                                    |                          |
| 1990.    | Балканска перестројка                              | друг Спасојевић          |
| 2000.-те |                                                    |                          |
| 2004.    | Деца мисле на нас                                  |                          |

## Фестивали
Београдско пролеће:
- Слонче (Дечје београдско пролеће), '73
- Заклео се бумбар (Дечје београдско пролеће, са дечјим хором Колибри), '74
- Мајмун и огледало (Дечје београдско пролеће), '76
- Крај песме (Дечје београдско пролеће, са дечјим хором РТБ), '78
- Ћопави комарац (Дечје београдско пролеће), '83
- Разноврсно воће (Дечје београдско пролеће), '89
- Заклео се бумбар (Дечје београдско пролеће), 2016
- Бранко Мексиканац (Дечје београдско пролеће), 2017
- Морске кројачице (Дечје београдско пролеће), 2018
- Пица или гибаница (Дечје београдско пролеће), 2019
- Пица или гибаница (Дечје београдско пролеће), 2021
- Смејте се (Дечје београдско пролеће), 2023
- Штрбац Југ (Дечје београдско пролеће), 2024

## Занимљивости
- 1972.године у Атељеу 212 имао је запажену певачку улогу у извођењу рок опере „Исус христ суперстар“ , музичка адаптација Саша Радојчић, препев Јован Ћирилов, где су запажене улоге имали: Златко Пејаковић, Златко Голубовић, Азра Халиловић и Бора Ђорђевић.[7]
- Бранко Милићевић је био и независни кандидат на локалним изборима у београдској општини Врачар за посланика у Народној скупштини Републике Србије на првим вишестраначким изборима у Србији, али није изабран.
- Позориштанце „Пуж“ заправо има званичан назив „Позориште »Пуж«“, јер је приликом регистрације сматрано да је термин „позориштанце“ супротан обичајима и схватањима средине.